# Исогаи, Рэнсукэ
Исогаи Рэнсукэ (яп. 磯谷 廉介 Рэнсукэ Исогаи, 3 сентября 1886 — 6 июня 1967) — генерал Японской императорской армии.

## Биография
Исогаи родился в префектуре Хёго, в 1904 году окончил Рикугун сикан гакко, затем — Рикугун дайгакко, был известен любовью ко всему китайскому.
В 1928—1930 годах Исогаи командовал 7-м пехотным полком, в 1930 году стал начальником штаба 1-й дивизии. В 1931—1937 годах занимал различные посты при Генеральном штабе. В 1937 году, в связи с началом военных действий в Китае, Исогаи добровольно вызвался быть военным атташе в Китае, однако пробыл на этой должности недолго: в связи с перерастанием «инцидентов» в полномасштабную войну он был назначен командующим 10-й дивизией, приняв в этом качестве участие в Тяньцзинь-Пукоуской операции, битве за Тайюань и Тайэрчжуанском сражении. В июне 1938 года Исогаи был переведён в Маньчжоу-го и стал начальником штаба Квантунской армии как раз перед Хасанскими боями (1938) и боями на Халхин-голе. После их окончания он был отозван в Японию и в 1939 году принуждён уйти в отставку.
В 1942 году Исогаи был призван на службу вновь, и 20 февраля 1942 года, по рекомендации Хидэки Тодзио (который до Исогаи был начальником штаба Квантунской армии), был назначен генерал-губернатором оккупированного японцами Гонконга. Находясь на этой должности, Исогаи заложил традицию, существующую в Гонконге до наших дней: он стал проводить воскресные лошадиные бега. 24 декабря 1944 года Исогаи вышел в отставку и вернулся в Японию.
После войны Исогаи был арестован оккупационными властями и выслан в Китай, где в Нанкине предстал перед военным трибуналом за военные преступления, совершённые во время японской оккупации Гонконга. Трибунал приговорил его к пожизненному заключению, однако в 1952 году он был освобождён и вернулся в Японию.